# Мост Поповица – Чалъкови
Мостът Поповица – Чалъкови е пешеходен въжен висящ мост над река Марица в област Пловдив, който свързва селата Поповица и Селци (от община Садово) на десния бряг и село Чалъкови (от община Раковски) на левия бряг на реката.

## Описание
Представлява висящ мост с покритие от дъски, с метална носеща конструкция (основа и парапети) и въжета от стомана. Дълъг е 156 метра, широк е 1,4 м, минава на височина от няколко метра над водата. Предишният мост над река Марица по течението е на 18,25 км на Републикански път II-56 до Пловдив, а следващият е на 8 км на Републикански път II-66 до село Милево.
До моста от десния бряг се стига по коларски път, който започва малко преди железопътния надлез на село Поповица, а от левия бряг е през селата Белозем и Чалъкови, като след село Чалъкови пътят е през нивите. По моста обаче коли не могат да се качват сами, тъй като (видно от снимката) отстрани има стъпало, като равнищата на моста и земята са с разлика повече от 1 метър.
Освен за преминаване на реката от местните жители, мостът се използва и за туризъм от по-далечни посетители – за пресичане на реката от велосипедисти и от любители на залезите през есента или зимата.

## История
Мостът е строен през 1970-те години. Намира се на границата (р. Марица) между общините Раковски и Садово, не е ясно чия собственост е.
След 1989 г. съоръжението е поддържано на добра воля и през 2016 г. Пловдивската прокуратура забранява да се използва, тъй като мостът не е безопасен и има опасност за пешеходците, които минават по него. След това Община Садово прави леко укрепване на моста с подмяна на пода.